# Hermann Krumm

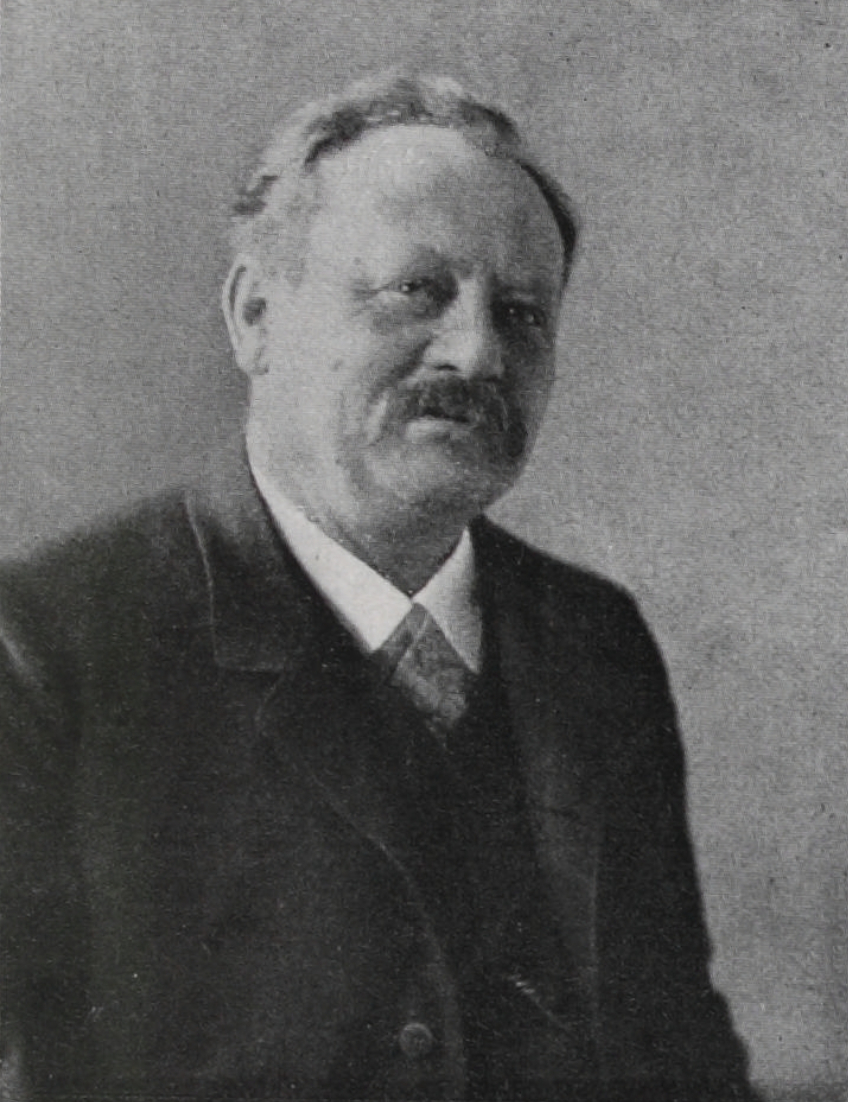
Hermann Krumm, um 1915

Hermann Krumm (* 15. Juni 1855 in Kopenhagen; † 2. April 1915 in Kiel) war ein deutscher Germanist, Autor und Herausgeber.

## Leben
Hermann Krumm war der Sohn des Zollbeamten Christian Peter Krumm und dessen Frau Dora, geb. Meyer. Er besuchte die Schulen in Wandsbek, Meldorf sowie Flensburg und studierte von 1873 bis 1879 in Kiel und Göttingen. Während seines Studiums reiste er anderthalb Jahre nach England, wo er im Hause von Klaus Groths Schwager lebte. Ab 1879 war Krumm Lehrer an der Oberrealschule in Kiel, später leitete er die Handelsschule in Kiel. Krumm forschte über Friedrich Hebbel, Klaus Groth, John Brinckman und Johann Hinrich Fehrs.

## Werke (Auswahl)
- Hrsg.: Friedrich Hebbel's sämmtliche Werke. 12 Bände, Hoffmann und Campe Verlag, Hamburg 1891.
- Die Ziele der neuplattdeutschen Bewegung. In: Die Heimat. Monatsschrift des Vereins zur Pflege der Natur- und Landeskunde in Schleswig-Holstein, Hamburg und Lübeck. Bd. 9 (1899), Heft 1, Januar 1899, S. 1–6  (Digitalisat), Teil II: Heft 2, Februar 1899, S. 29–35 (Digitalisat).
- mit Hippolyt Haas und Fritz Stoltenberg: Schleswig-Holstein meerumschlungen in Wort und Bild. Kiel 1896.
- Hrsg.: Friedrich Hebbels Tagebücher. 4 Bde., Hesse, Leipzig 1904.
- Klaus Groths Briefe an seine Braut Doris Finke. Braunschweig 1910
- Friedrich Hebbels Tagebücher in vier Bänden. Leipzig o. J.
- mit Fritz Stoltenberg: Unsere meerumschlungene Nordmark. Kiel 1914